# José de la Luz Mena Alcocer
José de la Luz Mena Alcocer, fue un maestro y político mexicano, nacido en Izamal, Yucatán, en 1883 y fallecido en la Ciudad de México en 1946. Fue uno de los precursores y exponentes de la Escuela Racionalista en México, rama progresista de la educación fuertemente influenciada por la Escuela Moderna del anarquista y teórico de la educación, Francisco Ferrer Guardia.
Se distinguió por su persistente esfuerzo por modernizar los sistemas educativos que prevalecían a principios del siglo XX en el estado de Yucatán y en general en México. Maestro apreciado de muchas generaciones de yucatecos. Fue además, como político, diputado federal y local. Presidente, asimismo, del Partido Socialista del Sureste.

## Trayectoria profesional y política
Después de haber estudiado con su padre Tiburcio Mena Osorio, también renombrado educador en el Yucatán decimonónico, que había fundado su "Escuela Perseverancia" desde 1888 en la localidad de Sitilpech, municipio de Izamal, José de la Luz Mena se tituló de profesor en la Escuela Normal para maestros que dirigía Rodolfo Menéndez de la Peña, su tío político y quien habría de influenciar notablemente su carrera como pedagogo.
Ejerció el magisterio en varias escuelas municipales y más tarde fue el director del Instituto Literario de Yucatán, convirtiéndose después en director de la Escuela Modelo poco después de su fundación en Mérida, el año de 1910. Esta última escuela que había sido patrocinada por la Liga de Acción Social dirigida por don Gonzalo Cámara Zavala, aunque llevó el nombre sugerente de "Modelo", para seguir el esquema abordado en Orizaba por la escuela modelo que Enrique Laubcher y Enrique C. Rébsamen habían implantado desde 1885, no siguió los principios estrictos del racionalismo tal como los concebía José de la Luz Mena.  
Colaboró estrechamente con el proyecto educativo y transformador del general Salvador Alvarado cuando este gobernó Yucatán de 1915 a 1918. En ese período, integró con el maestro Rodolfo Menéndez de la Peña y otros destacados educadores de la época como Agustín Franco Villanueva, Eduardo Urzaiz Rodríguez, Artemio Alpizar Ruz y Edmundo Bolio Ontiveros, la comisión organizadora del Congreso Pedagógico de Yucatán, celebrado en septiembre de 1915, que dio impulso definitivo a las transformaciones realizadas al sistema educativo durante los años del denominado "socialismo de Yucatán" que se extendió desde 1918 hasta el asesinato de Felipe Carrillo Puerto en 1922.
En el año de 1916 fundó en el barrio de la Ciudad de Mérida llamado Chuminópolis, la primera escuela íntegramente racionalista y al mismo tiempo, creó la revista Oriente como órgano informativo de la propia escuela.
En 1918, en Motul, Yucatán, usó su participación en el Congreso Obrero Socialista, para difundir el objetivo de la escuela racionalista en el sentido de buscar el perfeccionamiento del hombre por medio del trabajo. Textualmente señaló:

"los niños se van uniendo a la ciencia por medio del trabajo y no lo hacen para esclavizar a los demás, sino muy por el contrario, con el noble fin de ayudarlos".

 En ese mismo año organizó y fue miembro fundador de la Liga de Profesores del Estado de Yucatán, que en el año de 1922 cambió de nombre para llamarse Liga de Maestros Racionalistas, filial del Partido Socialista del Sureste.
En 1922, ya bajo el gobierno socialista de Felipe Carrillo Puerto, por iniciativa de José de la Luz Mena, entonces diputado local, se promulgó el Decreto número 1 del Estado de Yucatán, conteniendo la Ley de Institución de la Educación Racionalista. Hay quienes consideran a José de la Luz Mena el ideólogo en materia educativa de Felipe Carrillo durante los años de auge del socialismo en Yucatán.
En esa época participó en el Tercer Congreso Nacional de Maestros en el que logró que se aceptara el método de la escuela racionalista para su utilización en todo el país. Esta propuesta que el Congreso de maestros hizo suya no dejó de tener oposición, señaladamente la manifestada por José Vasconcelos, a la sazón secretario de Educación Pública en el gobierno de Álvaro Obregón, ya que el proyecto racionalista entraba en conflicto con los postulados del célebre exrector de la Universidad Nacional Autónoma de México.
Se dio en Yucatán, en la época, una confusión  entre la Escuela Racionalista, impulsada por socialistas, y la propia Escuela Socialista. Esto, junto con la percepción de que en la Racionalista se planteaba una utopía,  contribuyó a pervertir el propósito del profesor Mena Alcocer en la opinión pública. Por otro lado, la muerte de Felipe Carrillo, quien apoyó incondicionalmente el proyecto, hizo que, a partir de 1924, año del fusilamiento del caudillo yucateco, se redujera significativamente el apoyo público y político que había originalmente suscitado el concepto. En ese año, ante las críticas que recibía por parte de un sector de la intelectualidad yucateca, José de la Luz Mena fue destituido como miembro del Consejo Universitario.  Fue entonces cuando el maestro partió para radicar en la Ciudad de México, donde continuó hasta el fin de sus días transmitiendo sus ideas en favor de la Escuela Racionalista.

## Obra
Fue autor de:
- Postulados pedagógicos de la Escuela Racionalista (1915)[8]
- De las tablillas de lodo a las ecuaciones de primer grado (1916)
- Solo la Escuela Racionalista educa
- Escuela Racionalista. Doctrina y método
- La Escuela Socialista: de su orientación y fracaso (escrita en los últimos años de su vida)

## Reconocimientos
- Numerosas escuelas en México llevan el nombre del maestro José de la Luz Mena.
- En Mérida, Yucatán, existe un monumento público en su homenaje.